# 498 f.Kr.

Karta över det joniska upproret 499–493 f.Kr.

## Händelser

### Efter plats

#### Grekland
- Amyntas I efterträds av sin son Alexander I som kung av Makedonien.
- Aten och Eretria svarar på den joniska vädjan om hjälp mot Persiska riket och skickar trupper, genom att en atensk-eretriansk flotta transporterar atenska trupper till Efesos. Tillsammans med en jonisk styrka marscherar de därifrån mot Sardis, som är den lydiske satrapen och persiske kungen Dareios I:s bror Artafernes huvudstad. Artafernes, som har skickat de flesta av sina trupper att belägra Miletos, blir överraskad. Han lyckas dock retirera till citadellet och hålla det. Även om grekerna inte lyckas ta citadellet plundrar de staden och tänder eldar som bränner ner Sardis till marken.
- De grekiska styrkorna retirerar till kusten, där de möts av Artafernes trupper och besegras i slaget vid Efesos.
- Kaunos och Karien gör också uppror mot perserna, snart åtföljda av Byzantion och städerna på Hellesponten. Slutligen går också Cypern med i upproret då staden Salamis pro-persiske kung Gorgos blir avlägsnad från tronen av sin bror Onesilos.

#### Sicilien
- Efter mordet på tyrannen Kleandros av Gela överförs makten till hans bror Hippokrates, som kuvar sikelerna och erövrar deh chalkidiska städerna Callipoli, Leontini, Naxos och Zancle (nuvarande Messina). Dessutom erövrar han den syrakusiska staden Camarina, men hindras från att erövra själva Syrakusa då Korinth och Korkyra ingriper i kriget.

### Efter ämne

## Avlidna
- Amyntas I, kung av Makedonien sedan 547 f.Kr.
- Kleandros, tyrann av Gela sedan 505 f.Kr.